# Lettere
Lettere – miejscowość i gmina we Włoszech, w regionie Kampania, w prowincji Neapol.
Według danych na rok 2004 gminę zamieszkiwało 5606 osób, 467,2 os./km².